# Wolfgang Beurer

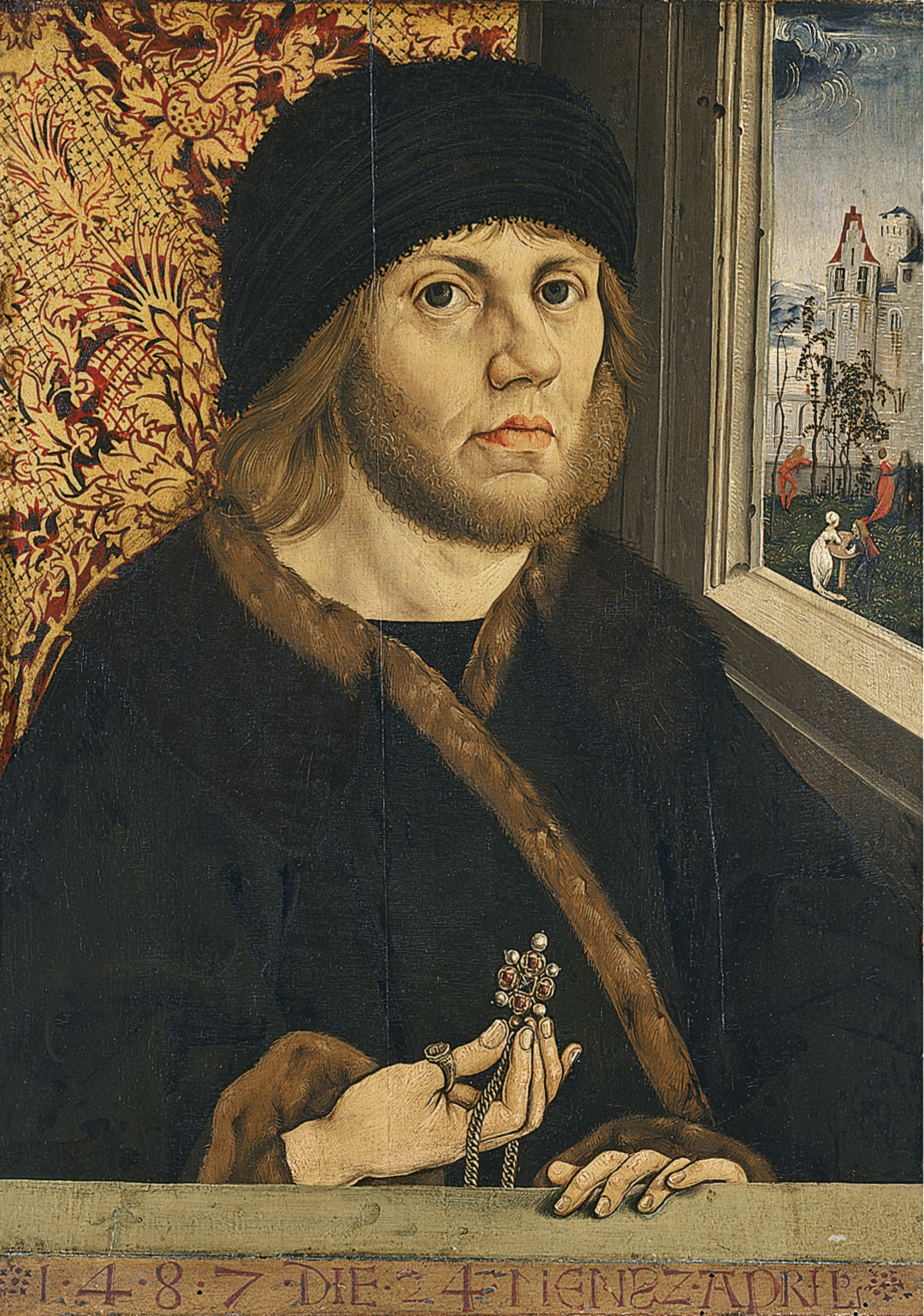
Wolfgang Beurer: Porträt eines Mannes (1487) (Madrid, Museo Thyssen-Bornemisza)

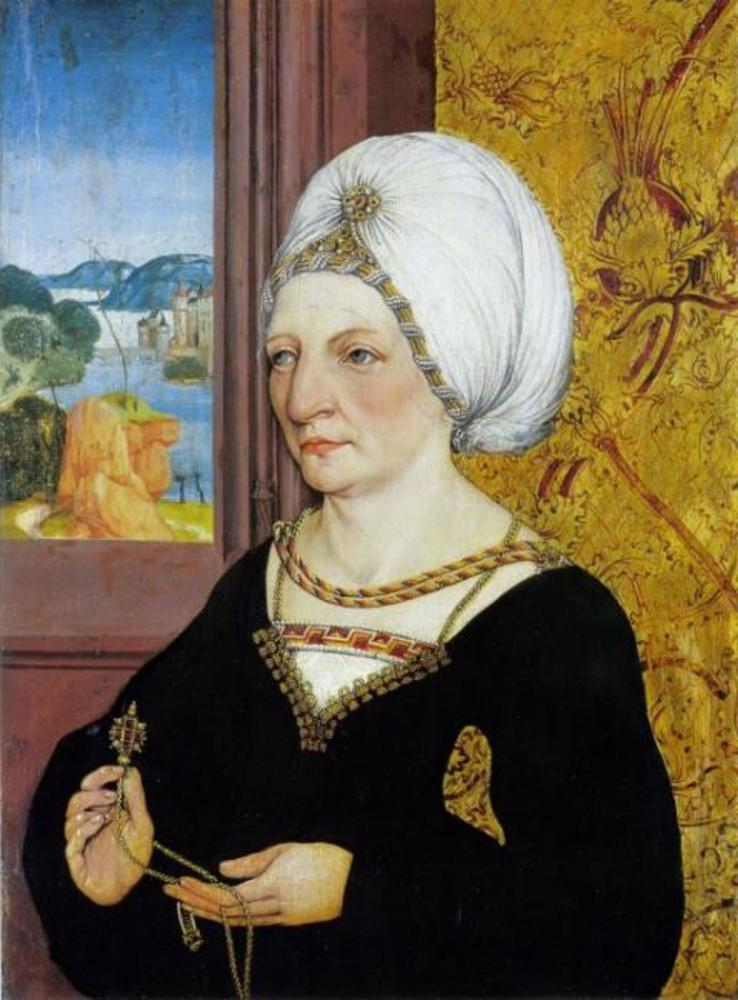
Wolfgang Beurer: Poträt einer Frau (um 1490), Städel Museum

Meister WB, wahrscheinlich Wolfgang Beurer, war ein Maler, Zeichner und Kupferstecher, der zwischen 1480 und 1500 in Deutschland am Mittelrhein tätig war. Er wurde wahrscheinlich in Nürnberg in der Werkstatt des Hans Pleydenwurff oder seines Werkstattnachfolgers Michael Wolgemut ausgebildet. Er ist bekannt für besonders ungewöhnliche Farb- und Lichteffekte in den Hintergründen seiner Landschaften.
Beurer werden eine Serie von Tafelbildern mit Szenen aus der Sebastianslegende zugeschrieben, heute im Dom- und Diözesanmuseum (Mainz). Mit diesem Hauptwerk und seinen Kupferstichen und Zeichnungen gilt er als einer der bedeutenderen am Mittelrhein tätigen Maler aus der Zeit der Spätgotik. Seine Wertschätzung in der Kunst seiner Zeit wird dadurch unterstrichen, dass ihn Albrecht Dürer 1491/1492 auf seiner Reise ins Rheinland wohl traf und eine dann in seinen Besitz gelangte Zeichnung des Meisters als Anregung und Vorlage in eigenen Werken verwendete.

## Namensidentifizierung
Eine Reihe von um 1490/1500 mit dem Monogramm „WB“ versehene Zeichnungen und Kupferstiche (heute z. B. in der Hamburger Kunsthalle oder im Nationalmuseum Gdańsk) werden dem Meister WB zugeordnet. Darunter befindet sich ein Blatt, das die nachweislich von Albrecht Dürer erstellte Notiz trägt „Dz hat Wolfgang pewrer gemacht / Im 1484 Ior“. Dadurch wurde der Meister WB in neuzeitlicher Namenslesung als Wolfgang Beurer (oder Peurer) identifiziert. Stilistische Vergleiche ordneten ihm dann weiter die Bilder des unter dem Notnamen Meister der Mainzer Sebastianslegende geführten Werke zu. Wolfgang Beurer wird von der Kunstgeschichte in den Umkreis des Hausbuchmeisters zugeordneten Werke eingeordnet, manchmal sogar mit einem der im Hausbuch tätigen Künstler gleichgesetzt. Die Identifizierung mit dem Hauptmeister des Hausbuches bleibt jedoch umstritten. Dürer kannte auch einen Anton Beurer, von dem er ebenfalls ein Zeichnungsblatt beschriftete.

## Werke
- Acht Szenen aus der Sebastianslegende, Dommuseum Mainz[8] Eventuell war die Sebastianslegende eine kurze Zeit in der Sebastianskirche in Oppenheim aufgestellt[9].
- Porträtpendants: Bildnis eines Mannes, 1495 – 1500, und  Bildnis einer Frau, 1495 – 1500 (Städelsches Kunstinstitut lnv. Nr. 334 und 335)
- Porträt eines Mannes (dat. 1487) (Madrid, Museo Thyssen-Bornemisza)
- Stundenbuch Egerton Ms. 1146 (um 1480–1485). Dort wird ihm vor allem der Kalenderteil mit seinen ungewöhnlichen Farbeffekten zugeschrieben.[10]